# Christkönigsglocke

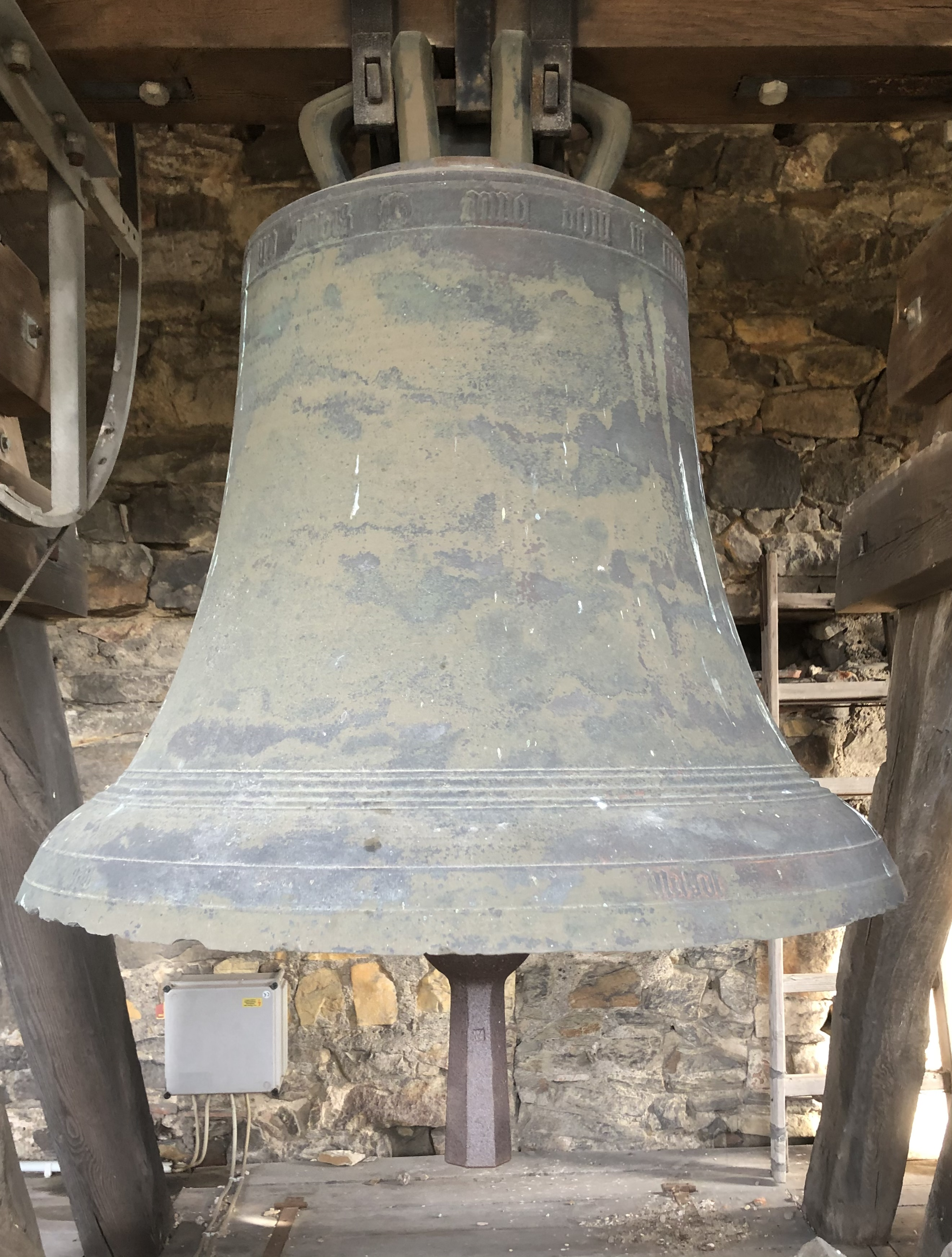
Christkönigsglocke im Jahr 2021

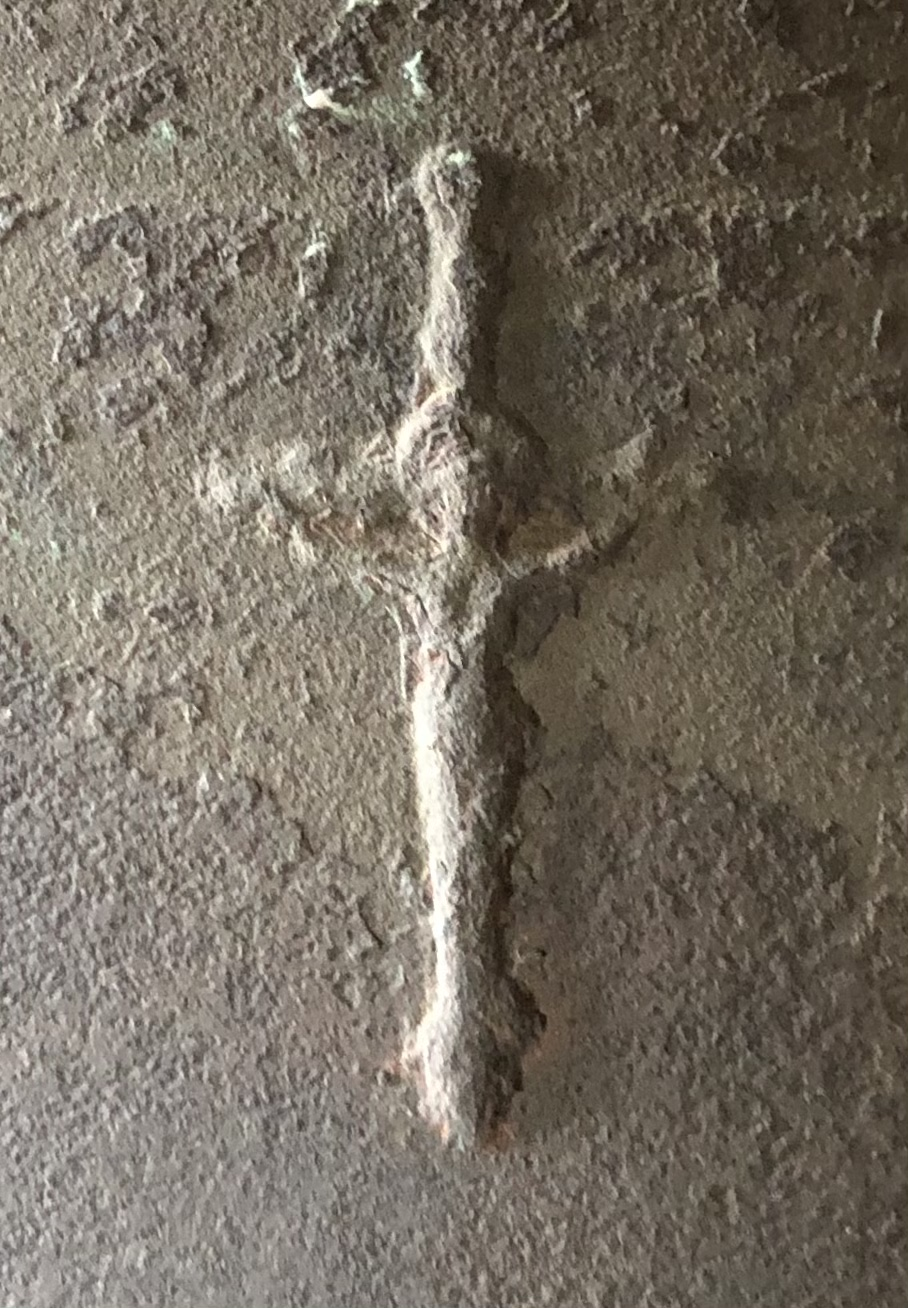
Gekreuzigter Christus

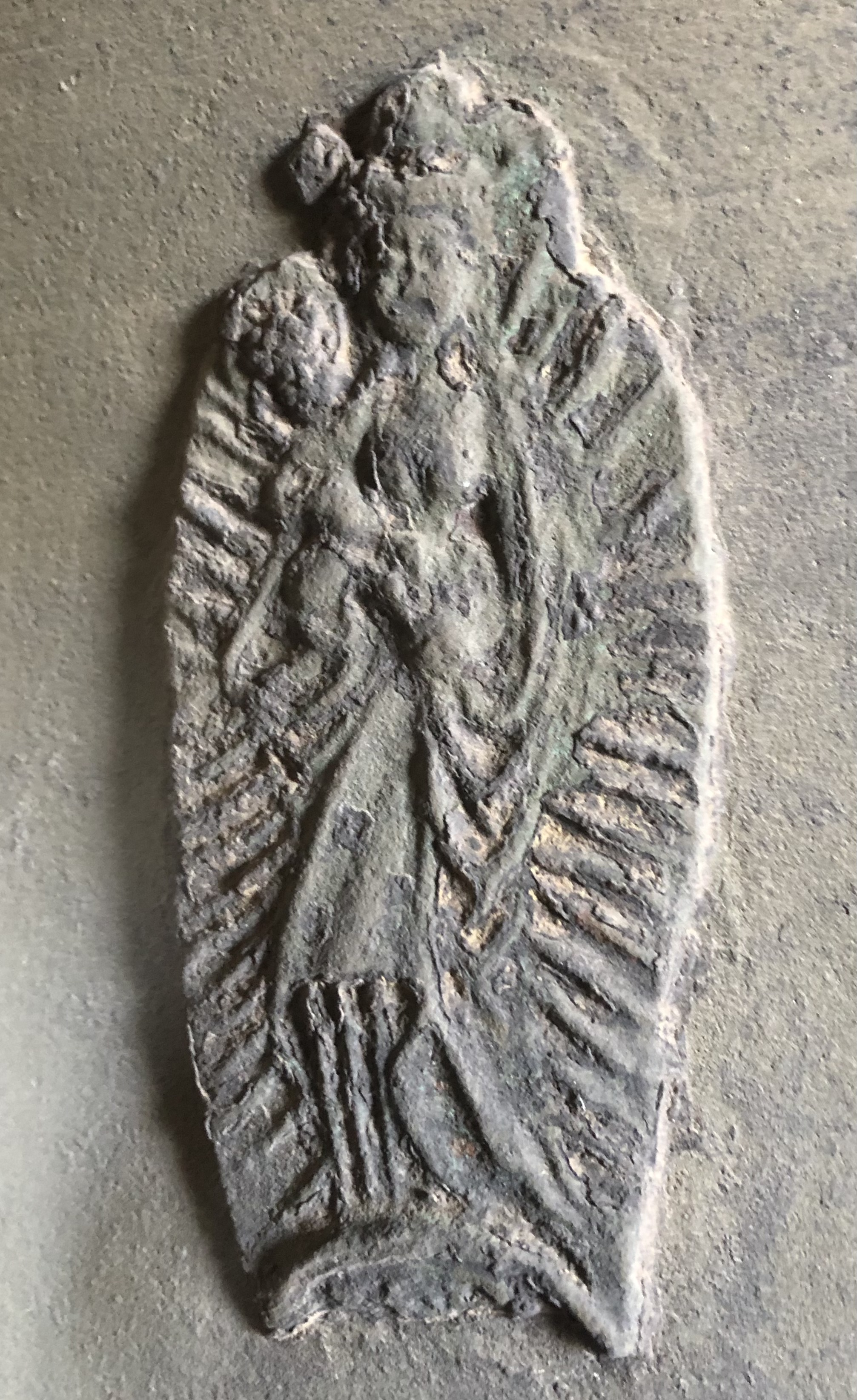
Maria mit dem Kinde im Strahlenmantel

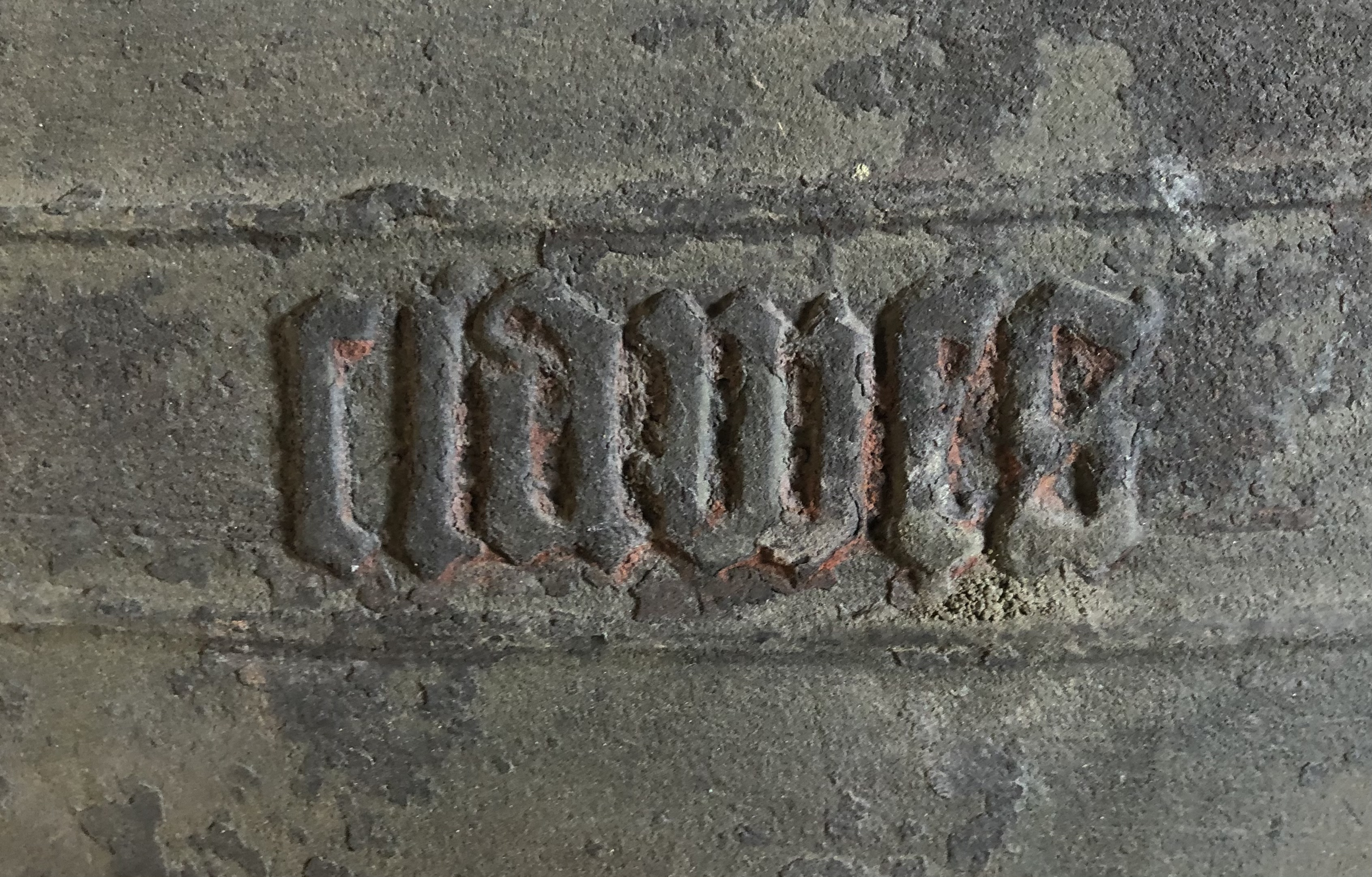
Schriftzug clawes

Die Christkönigsglocke ist eine aus Bronze gegossene Kirchenglocke in der Westerhüsener St.-Stephanus-Kirche in Magdeburg.

## Gestaltung
Die Glocke wurde 1523 vom Magdeburger Glockengießer Klaus Backmeister für St. Stephanus gegossen und gehört damit zu den ältesten Kirchenglocken Magdeburgs. Zugleich war sie eine der letzten Arbeiten Backmeisters. Nach 1523 sind keine weiteren Werke Backmeisters bekannt. Die Glocke ist auf Ais gestimmt und hat ein Gewicht von 550 Kilogramm. Der Durchmesser beträgt 96 cm, die Höhe, gemessen von der Unterkante des Schlagrings bis zur Oberkante der Haube, 80 cm. Die Glocke verfügt über sechs wenig geschmückte mit glatter Haube verbundene Kronenbügel für die Aufhängung im Glockenstuhl.
Um den oberen Rand verläuft zwischen zwei einfachen Linienbändern eine Inschrift in gotischen Minuskeln:
anno do[mi]ni MCCCCCXXIII o rex glorie XPe veni c[um] pace sancta maria ora pro nobis
(deutsch: Im Jahre des Herrn 1523. O König der Herrlichkeit, Christus, komm mit Frieden. Heilige Maria, bitte für uns.)
Auf diese Inschrift geht der Name der Glocke zurück. Zu Beginn und am Ende der Inschrift befindet sich ein Medaillon mit einem Brustbild des Bischofs. Auf einer Mantelseite ist ein nur schwer erkennbares, sieben Zentimeter hohes Bild des gekreuzigten Christus vorhanden. Auf der anderen Seite ist ein gut erhaltenes Bild von Maria mit dem Kinde in einem Strahlenmantel zu sehen.
Auch am unteren Rand der Glocke befindet sich zwischen zwei Linienbändern eine in Magdeburger Mundart verfasste Inschrift, wobei der Abstand zwischen den einzelnen Worten sehr groß ist:
clawes backmester van magdeborch
Zwischen Anfang und Ende der Inschrift ist in einem Medaillon Maria mit dem Kinde abgebildet.
Sowohl von der oberen Inschrift als auch vom Schmuck her stellt sich die Glocke noch als eine typisch Katholische dar. Erst ein Jahr nach dem Guss der Glocke wurde in Magdeburg die Reformation eingeführt.

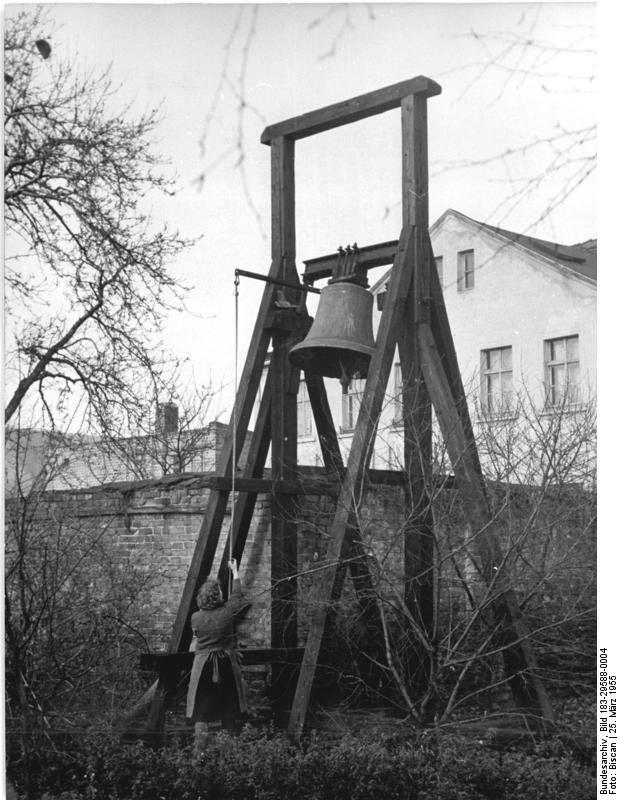
Glocke auf Glockenstuhl im Jahr 1955

## Geschichte
Die Glocke gehörte mit drei weiteren Glocken im 16. Jahrhundert zum Geläut der St.-Stephanus-Kirche in Westerhüsen. Während der Belagerung des in der Nähe gelegenen Magdeburgs während des Schmalkaldischen Kriegs wurden alle vier Glocken 1551 aus der Kirche entwendet und abtransportiert. Während die anderen Glocken verschwunden blieben, gelang es den Westerhüsenern den Verbleib der Christkönigsglocke ausfindig zu machen. Für zehn Gulden erwarb man sie bei einem hansen Becker zum Saltza zurück. Von diesem Vorgang berichtet ein Protokoll der General-Kirchenvisitation vom 18. April 1564, welches zugleich auch die erste urkundliche Erwähnung der Glocke darstellt.
Während im Ersten Weltkrieg zwei andere zwischenzeitlich neu angeschaffte Glocken der Stephanuskirche zu Rüstungszwecken abgegeben werden mussten, blieb die Christkönigsglocke im Kirchturm. Im Zweiten Weltkrieg wurde jedoch auch die Christkönigsglocke eingezogen und am 31. Dezember 1941 vom Kirchturm geholt, um sie einzuschmelzen. Die Glocke war zwar als sogenannte C-Glocke eingestuft, dies schützte jedoch nicht mehr vor einer Verwertung. Die Stadt Magdeburg unter Oberbürgermeister Fritz Markmann setzte sich dann dafür ein, dass die Christkönigsglocke als D-Glocke und somit in die höchste Stufe eingestuft wurde. Sie wurde dann tatsächlich an das Kulturhistorische Museum Magdeburgs übergeben. Während die St.-Stephanus-Kirche bei einem Bombenangriff am 14. Februar 1945 schwer zerstört wurde, blieb die Glocke unbeschädigt erhalten.
Anfang 1946 kehrte die Glocke wiederum zurück und wurde im Pfarrgarten auf einem Glockenstuhl geläutet. Im Januar 1947 brach die Krone der Glocke ab. Der Schaden konnte jedoch repariert werden. Nach Instandsetzung des beschädigten Kirchturms kam die Glocke später wieder an ihren angestammten Platz.
Berichte, wonach die Christkönigsglocke zeitweise im Kirchturm der Cracauer Kirche St. Andreas hing, beruhen auf einer Verwechslung. Die dortige Glocke entstand auch 1523 und war gleichfalls im Krieg beschlagnahmt. Sie stammt jedoch aus der Kirchengemeinde Neudorf im Landkreis Schwerin (Warthe) und gelangte aus dem Hamburger Glockenlager nach Cracau.

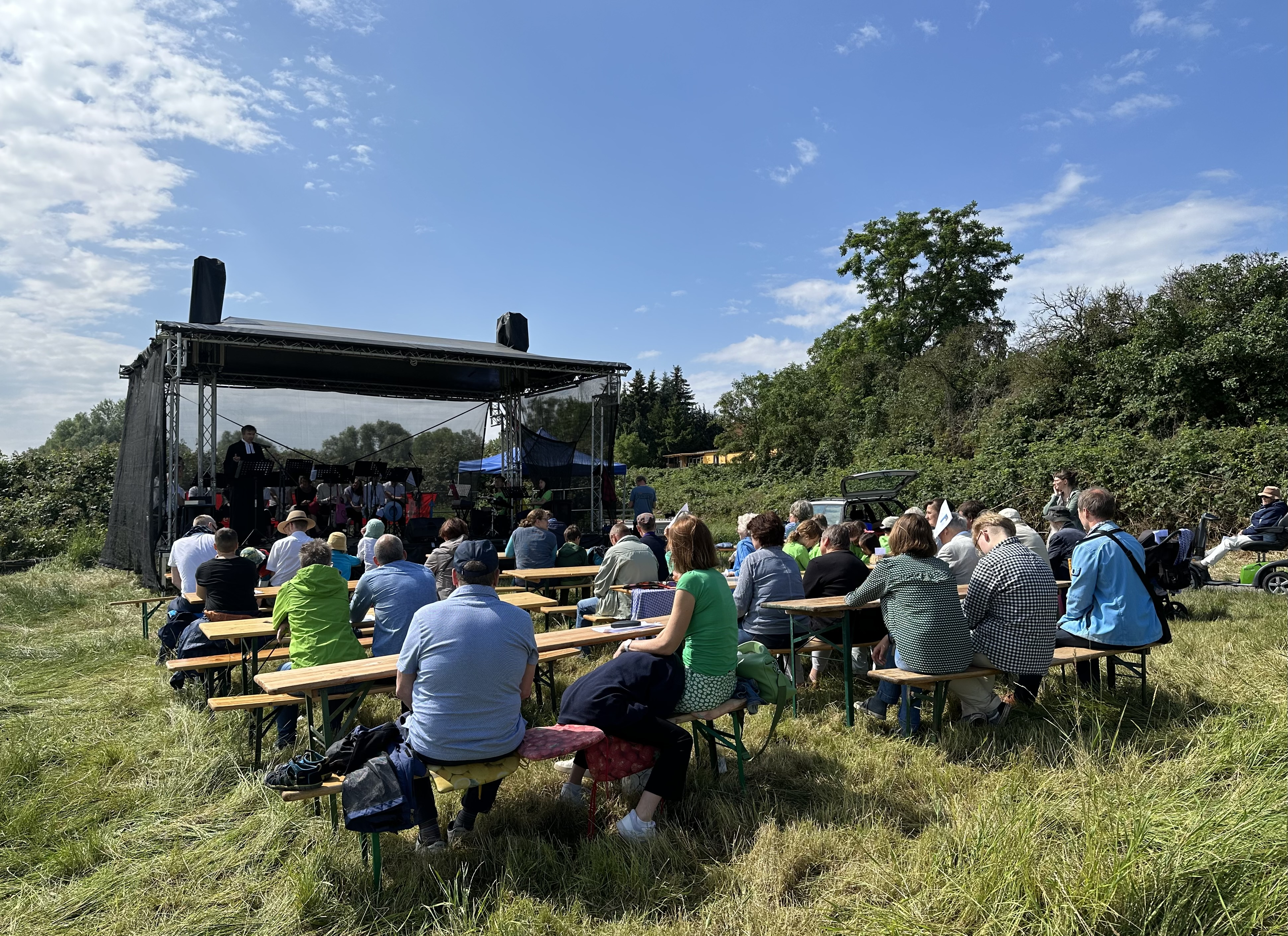
Festgottesdienst zum 500. Glockenjubiläum im Jahr 2023

Am 2. Juli 2023 wurde das 500. Jubiläum der Glocke und die 1200-Jahr-Feier Westerhüsens mit einem Festgottesdienst am Elbufer östlich unterhalb der Stephanuskirche begangen.